# 262. pehotni polk (Italija)
262. pehotni polk Elba je bil pehotni polk Kraljeve italijanske kopenske vojske.

## Zgodovina
Med prvo svetovno vojno je bil polk nastanjen na soški fronti.